# Again (drużyna e-sportowa)
Again (zapisywana jako AGAiN) – polska drużyna e-sportowa istniejąca w latach 2009–2014.
Again odniosła liczne sukcesy w dyscyplinie Counter-Strike, między innymi mistrzostwo World Cyber Games 2006, World Cyber Games 2009 i World Cyber Games 2011, a także trzecie miejsce na World eSports Masters 2011. Again była drugą drużyną w historii World Cyber Games (po Team 3D), która została wpisana do Hall of Fame.

## Skład
Pierwotny skład drużyny (2009–2010):
- Mariusz „Loord” Cybulski
- Filip „neo” Kubski
- Wiktor „TaZ” Wojtas
- Jakub „Kuben” Gurczyński
- Łukasz „LUq” Wnęk